# Itabashi
Itabashi (jap. 板橋区 Itabashi-ku) – jeden z 23 specjalnych okręgów (dzielnic) japońskiej stolicy, Tokio. Ma powierzchnię 32,22 km². W 2020 r. mieszkały w nim 584 403 osoby, w 314 356 gospodarstwach domowych  (w 2010 r. 534 564 osób, w 274 757 gospodarstwach domowych).